# Copa de las Naciones UCI Juniors
La Copa de las Naciones UCI Juniors, es una competición ciclista que agrupa a las mejores carreras para corredores de 17 y 18 años de edad. Fue creada en el 2008 por parte de la Unión Ciclista Internacional y al igual que la Copa de las Naciones UCI sub-23, está reservada para equipos nacionales.
Cuenta con 6 o 7 pruebas más los campeonatos mundiales juveniles y los campeonatos continentales de esa categoría. La competencia suplantó a la Copa del Mundo UCI Juniors organizada de 1994 a 2007.

## Carreras
| Carrera                                  | Años            |
| ---------------------------------------- | --------------- |
| París-Roubaix junior                     | 2008-           |
| Carrera de la Paz juniors                | 2008-           |
| Trofeo Karlsberg                         | 2008-           |
| Gran Premio General Patton               | 2008-           |
| Tour de l'Abitibi                        | 2008-2011,2014- |
| Campeonato del mundo junior en ruta      | 2008-           |
| Campeonato del mundo junior contrarreloj | 2008-           |
| Tour de Istria                           | 2008-2009,2011- |
| Gran Premio de Dinamarca                 | 2011            |
| Campeonato Asiático junior               | 2012-           |
| Campeonato Africano junior               | 2012-           |
| Campeonato Europeo junior                | 2012-           |
| Campeonato Panamericano junior           | 2012-           |
| Trofeo Centre Morbihan                   | 2013-           |
| Tour del país de Vaud                    | 2015-           |

## Palmarés
| Edición | Ganador        | Segundo      | Tercero      |
| ------- | -------------- | ------------ | ------------ |
| 2008    | Bélgica        | Polonia      | Dinamarca    |
| 2009    | Bélgica        | Países Bajos | Francia      |
| 2010    | Estados Unidos | Rusia        | Australia    |
| 2011    | Francia        | Dinamarca    | Países Bajos |
| 2012    | Dinamarca      | Francia      | Bélgica      |
| 2013    | Francia        | Dinamarca    | Países Bajos |
| 2014    | Francia        | Dinamarca    | Alemania     |
| 2015    | Estados Unidos | Bélgica      | Dinamarca    |

## Baremo de puntuación
La Copa de las Naciones Juniors sólo otorga puntos para una clasificación por países. En una carrera de un día, se otorgan puntos a los primeros 15 corredores, mientras que en una carrera por etapas, se otorgan a los primeros 20 de la clasificación final. En cada etapa se otorgan puntos para los primeros seis corredores. En los campeonatos mundiales, tanto en ruta como contrarreloj se otorgan los mismos puntos que en las carreras de un día. Desde la edición 2012, la carrera en ruta de los Campeonatos Continentales también otorgan puntos para la clasificación de la Copa de las Naciones junior.
| Clas. | Carrera de un día | Carrera por etapas | Etapa |
| ----- | ----------------- | ------------------ | ----- |
| 1º    | 20                | 30                 | 6     |
| 2º    | 17                | 25                 | 5     |
| 3º    | 15                | 20                 | 4     |
| 4º    | 13                | 17                 | 3     |
| 5º    | 11                | 16                 | 2     |
| 6º    | 10                | 15                 | 1     |
| 7º    | 9                 | 14                 |       |
| 8º    | 8                 | 13                 |       |
| 9º    | 7                 | 12                 |       |
| 10º   | 6                 | 11                 |       |
| 11º   | 5                 | 10                 |       |
| 12º   | 4                 | 9                  |       |
| 13º   | 3                 | 8                  |       |
| 14º   | 2                 | 7                  |       |
| 15º   | 1                 | 6                  |       |
| 16º   |                   | 5                  |       |
| 17º   |                   | 4                  |       |
| 18º   |                   | 3                  |       |
| 19º   |                   | 2                  |       |
| 20º   |                   | 1                  |       |

| Clas. | Europa | Asia, África y América |
| ----- | ------ | ---------------------- |
| 1º    | 10     | 8                      |
| 2º    | 8      | 5                      |
| 3º    | 6      | 3                      |
| 4º    | 5      | 1                      |
| 5º    | 4      |                        |
| 6º    | 3      |                        |
| 7º    | 2      |                        |
| 8º    | 1      |                        |